# Carlo Armellini
Carlo Armellini, född 1777 i Rom, död 1863, var en italiensk politiker. Han bildade 1849 ett kortlivat triumvirat tillsammans med Giuseppe Mazzini och Aurelio Saffi.